# Elisabeth Jeggle
Elisabeth Jeggle (Untermarchtal, 21 juli 1947) is een Duits politica van christendemocratische strekking die sinds 1999 in het Europees Parlement zetelt.

## Biografie
Jeggle is in 1947 geboren in Untermarchtal, een klein dorp in de zuidwestelijke deelstaat Baden-Württemberg. Ze studeerde economie en werkte van 1968 tot 1999 op het landbouwbedrijf van haar man. Van 1978 tot 1999 gaf ze ook les in economie.

### Politieke loopbaan

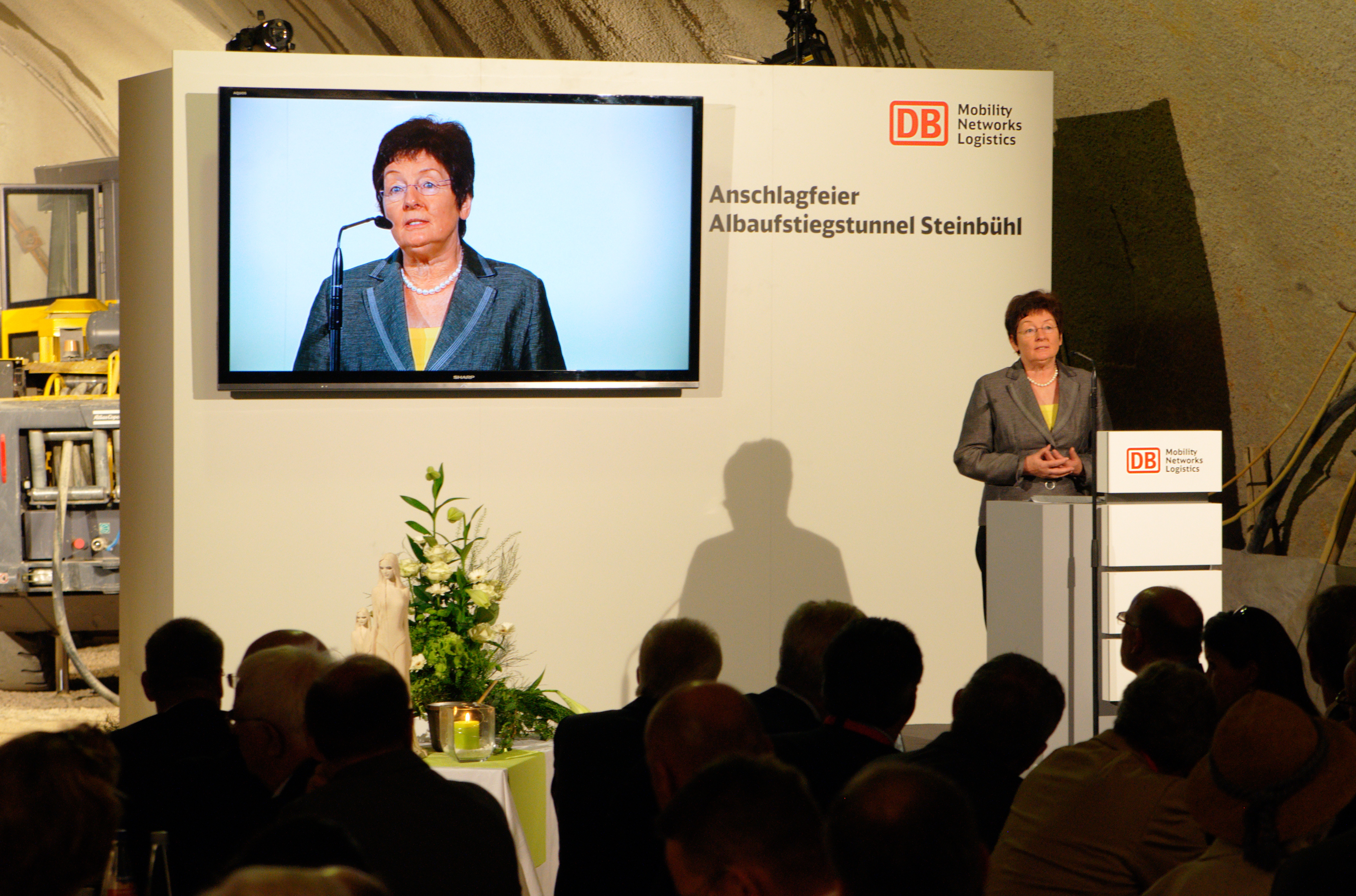
Jeggles toespraak tijdens de bouw van de Steinbühltunnel in juli 2013.

In 1987 sloot Jeggle zich aan bij de Duitse christendemocratische partij (CDU). Sinds 1993 is ze vicevoorzitter van de CDU Württemberg-Hohenzollern en sinds 1994 ook vicevoorzitter van CDU Biberach. Nog maakt ze sedert 1994 deel uit van het federaal CDU-comité voor landbouwbeleid. Tussen 1995 en 2007 was ze tevens lid van het bestuurscomité van CDU Baden-Württemberg. Sinds 1999 is Jeggle voorts gemeenteraadslid in Biberach.

#### Europa
Jeggle werd in het Europees Parlement gekozen bij de Europese Parlementsverkiezingen van 1999. Sinds 2004 is ze daar vicevoorzitter van de CDU/CSU-groep en van datzelfde jaar tot 2009 behoorde ze ook tot het bestuur van de Europese Volkspartij.
Ze behoort in het Europees Parlement tot het Comité Landbouw- en Landelijke Ontwikkeling, het Subcomité Mensenrechten en de Delegatie voor de relaties met Canada.
- Gemeinsame Normdatei: 105507869X
- Virtual International Authority File: 67107166
- WorldCat: E39PBJwRVcJfp4Xyx7hQGd6Myd